# Concerto n. 3 per pianoforte e orchestra (Malipiero)
Il Concerto n.3 per pianoforte e orchestra è una composizione sinfonica di Gian Francesco Malipiero. La partitura, composta su commissione della Philharmonic Society di Louisville, fu presentata in prima mondiale al Columbia Auditorium della stessa città l'8 marzo 1949; il solista era Orazio Frugoni, accompagnato dall'Orchestra di Louisville diretta da Robert Whitney.

## Movimenti
Malipiero definisce il suo terzo concerto pianistico come «il seguito dei due che lo precedono sia nella forma sia nel colore. La sola cosa che l'autore può sperare è di non essersi ripetuto, perché senza fare della ginnastica sonora si può continuare a seguire una linea estetica che offre migliaia di combinazioni che rappresentano le risorse della nostra immaginazione. Solo su questa si può contare. Tutto il resto è un gioco accademico, o per dilettanti».
Il concerto si apre con un breve e solare Allegro  (contenente una fugace autocitazione da Giambi ed Epodi del 1932); il Lento è il movimento più ampio,  dove fin dall'inizio la tastiera delinea, su tetri accordi nel registro basso, una melodia straziante; l'intervento del flauto apre poi una sezione che coinvolge l'intera orchestra nell'evocazione di una atmosfera desolata. Il finale è un tempestoso Allegro agitato, organizzato attorno a un forte impulso ritmico, con scale vorticose del pianoforte e squilli guerreschi dei corni. Nella successiva lunga cadenza pianistica vengono ripresi i materiali melodici dei movimenti precedenti; una serie di trilli e una cascata di scale politonali annuncia il ritorno dell'intera orchestra. Il concerto si chiude in modo impetuoso, con sincopazioni di grande effetto tra il pianoforte e i corni.

## Discografia
- Benjamin Owen, The Louisville Orchestra, Robert Whitney, 1960, First Edition.
- Sandro Ivo Bartoli, Rundfunk-Sinfonieorchester Saarbrücken, Michele Carulli, 2007 cpo.
- Paolo Vergari, Orchestra Filarmonica de Stat Iasi, Michele Santorsola, 2008, Phoenix.